# 二・一ゼネスト

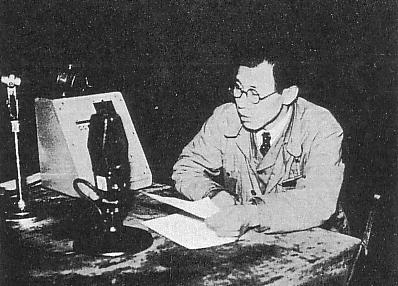
NHKでゼネスト中止宣言をする伊井弥四郎委員長

二・一ゼネスト（に・いちゼネスト）は、日本共産党を中心とする左翼諸派によって、1947年（昭和22年）2月1日の実施を計画されたゼネラル・ストライキ。吉田茂政権を打倒し、共産党と労働組合の幹部による民主人民政府の樹立を目指した。2.1ストとも言う。決行直前に連合国軍最高司令官ダグラス・マッカーサーの指令によって中止となり、戦後日本の労働運動の方向を大きく左右した。

## 概要

### 労組の急成長
1936年（昭和11年）に42万人いた労働組合員は、戦争の勃発で労働運動が禁止され、解体されていたが、戦後に進駐したGHQ/SCAPは、日本に米国式の民主主義を植えつけるために、労働運動を確立することを必要と考え、意図的に労組勢力の拡大を容認した。第二次世界大戦後の激しいインフレの中で、日本共産党と産別会議により労働運動が高揚し、1946年（昭和21年）には国鉄労働組合が50万名、全逓信従業員組合が40万名、民間の組合は合計70万名に達した。これらの勢力がたびたび賃上げを要求して、新聞、放送、国鉄、海員組合、炭鉱、電気産業で相次いで労働争議が発生し、産業と国民生活に重大な影響を与えるようになっていた。
8月には総同盟と産別会議、9月には全官公労が結成され、11月には260万人に膨れ上がった全官公庁共闘が、待遇改善と越年賃金を政府に要求したが、吉田茂内閣は満足な回答を行わなかったため、「生活権確保・吉田内閣打倒国民大会」を開催した。ここで挨拶に立った日本共産党書記長の徳田球一は、「デモだけでは内閣はつぶれない。労働者はストライキをもって、農民や市民は大衆闘争をもって、断固、吉田亡国内閣を打倒しなければならない。」と、労働闘争による吉田内閣打倒を公言し、日本の共産化を目指した。冷戦の兆しを感じていた米国は、日本をアジアにおける共産化の防波堤にしようと考え始めていたため、全官公労や産別会議等の過半数の労働組合を指導している共産党を脅威と考えるようになった。
連合国の対日政策機関であるワシントンD.C.の極東委員会も、12月18日に民主化のための労働運動の必要性を確認しながらも、「野放図な争議行動は許されない」とする方針を発表した。この第3項で、労働運動は「占領の利益を阻害しない」こと、第5項で「ストライキその他の作業停止は、占領軍当局が占領の目的ないし必要に直接不利益をもたらすと考えた場合にのみ禁止される」として、労働運動も連合軍の管理下におかれることが決定された。また、首相の吉田茂も共産党との対決を意識し、内部分裂した社会党右派に連立を持ちかけるなど、革新勢力の切り崩しを図った。

### ゼネスト宣言
1947年（昭和22年）1月1日、総理大臣吉田茂は年頭の辞で挨拶した。
いわゆる「労働組合不逞の輩」発言である。
1月6日に共産党は以下の声明を出した。
非難されたと受け取った労組は一斉に反発し、1月9日に全官公庁労組拡大共同闘争委員会（全官公庁共闘）がゼネラル・ストライキ実施を決定、1月11日に4万人が皇居前広場前広場で大会を開き、国鉄の伊井弥四郎共闘委員長が全官公庁のゼネスト実施を宣言した。1月15日には全国労働組合共同闘争委員会（全闘）が結成され、1月18日には、要求受け入れの期限は2月1日として、要求を容れない場合は無期限ストに入る旨を政府に通告した。実行された場合、鉄道、電信、電話、郵便、学校が全て停止されることになり、吉田政権はダメージを受けることは確実であった。また、吉田が進めた社会党右派の取り込みは、4名入閣でまとまりかけていたが、スト計画を進める左派の強硬な圧力によって流産した。公然と叫ばれるスト実施と政情不安によって、社会不安が蔓延した。1月21日には天変地異を予言していた神道系の宗教団体璽宇教（横綱双葉山が入信し話題となった）が、GHQの指令によって摘発された。
ゼネストへの動きが高まる中で、占領の実務を担任する第8軍司令官ロバート・アイケルバーガー中将は、鉄道のストにより日本各地に駐留する米軍への補給寸断・相互連絡の途絶が発生すれば、軍事的に重大な危機に陥ると判断、1月16日に参謀長C・バイヤース少将を通じ、GHQ経済科学局長ウィリアム・マーカット少将にゼネスト阻止を措置するよう要求した。
1月22日、伊井など組合幹部がマーカット少将と経済科学局労働課長セオドア・コーエンに呼び出された。マッカートは「自分はマッカーサー元帥の代理として話しており、自分の言葉は元帥自身のものである」と強調した上でゼネストは許されないと忠告する声明文を読み上げた。
伊井はマッカーサーの命令と言い張る2人に対し、声明を承諾せず、指令書の提示を要求したが、マッカーサーはマーカットに口頭で命じただけだった。米国大統領選挙に出馬する予定であったマッカーサーは、本国での労組の目線を考え、まだこのときは、日本の労組を自ら取り締まろうとはしなかった。
1月28日、皇居前広場で「吉田内閣打倒・危機突破国民大会」が開催。30万人の参加者を得た。

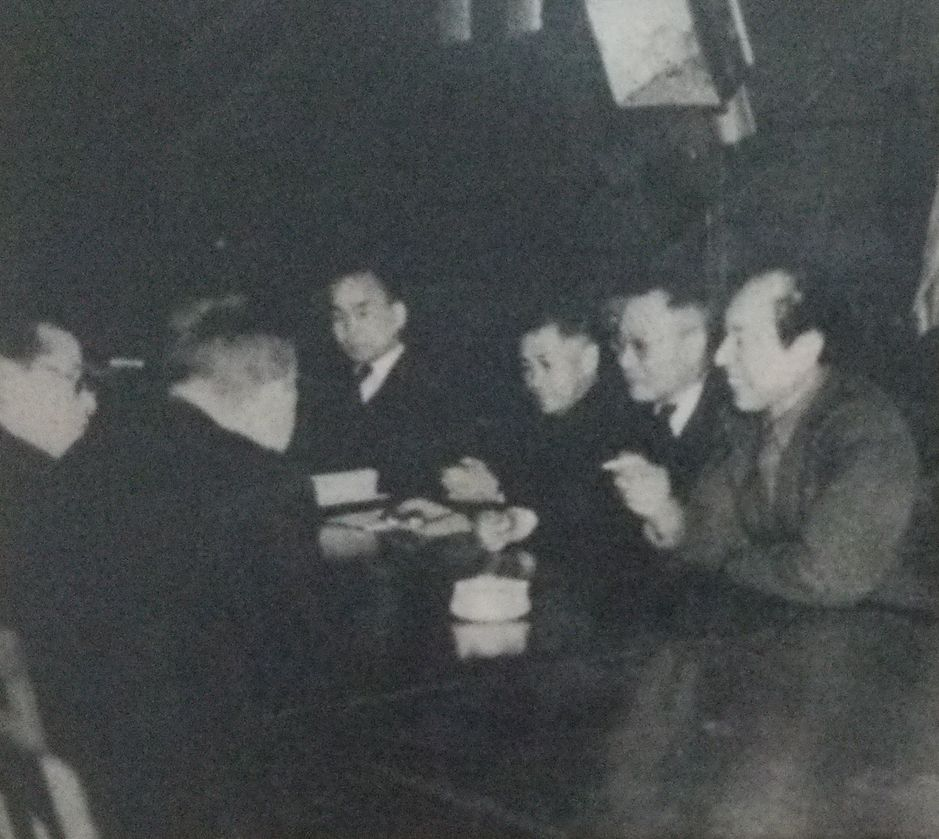
ゼネスト突入直前、当局と折衝を行う末弘（右から3番目）と徳田（右端）

1月29日、中央労働委員会の会長代理末弘厳太郎が、現行556円から1800円への平均賃金引上げ要求に対し、18歳で最低賃金650円、平均で1000円にするという調停案を出したが、共産党の徳田書記長は1200円を要求し、他の共闘委員も同調したため、末弘も1200円で政府に勧告した。政府は調停案を受け入れるとしながらも、当分は平均984円とする条件をつけたため、共闘が受け入れを拒否して決裂した。
1月30日、マーカットは再び伊井を呼び、ゼネスト中止令を出すよう命令したが、伊井は組織の決定として拒否し、マッカーサーが直接命令するべきと言い返した。共闘もマッカーサーが動かないことに気がついていた。しかし、目論見は外れた。
1月31日午前8時、ゼネストが強行された場合に備え、第8軍は警戒態勢に入った。午後4時、マッカーサーはゼネストの中止を指令するとともに、その声明の中で次のように訴えた。
伊井委員長はGHQによって強制的に連行され、NHKラジオのマイクへ向かってスト中止の放送を要求された。午後9時15分に伊井は、マッカーサー指令によってゼネストを中止することを涙しながら発表した。
そして放送の最後を「日本の労働者および農民万歳、我々は団結せねばならない」と伊井は締めくくった。翌2月1日には全官公庁共闘と全闘が解散し、伊井も占領政策に違反したとして占領目的阻害行為処罰令で逮捕され、懲役2年を宣告された。

### 影響・評価
二・一ゼネストの中止は、日本の民主化を進めてきたGHQの方針転換を示す事件であったとされる。意図的に労働者の権利意識を向上させつつも、占領政策に抵触する場合、あるいは共産党の影響力を感じた場合、連合軍は労働者の味方はしないことを内外に誇示した。個々の組合においては、個別交渉で賃金アップなどを勝ち取ったケースもあったが、結局は労働者側の敗北であった。その影響で、例えば翌1948年3月に全逓信従業者組合が計画したゼネストも、マッカーサーの命に反するとして中止されるなどした。
しかし、その後も労働運動はなお盛んであったため、マッカーサーは芦田内閣に書簡を送り、公務員のストライキを禁止するよう指示した。これに基づき、政令201号（1948年（昭和23年）7月31日公布。即日施行）によって、国家・地方公務員のストライキが禁止された。後に国家公務員法・地方公務員法で正式に公務員のストライキ禁止が明文化された。この公務員のスト禁止は、1970年代の国鉄による「遵法闘争」の要因となる。
むのたけじは「民主主義を掲げたアメリカの占領政策はうそ」と激怒し、『たいまつ』創刊号で魯迅の言葉を引き「沈黙よ! 沈黙よ! 沈黙の中に爆発しなければ、沈黙の中に滅亡するだけである」と書いた。
また、32年テーゼの中で占領軍を解放軍と規定していた日本共産党は、しばらくの間この事実を受け入れられずに迷走した後、暴力革命路線へ転換することとなる。しかし、労働者からの支持を失ったことから労働組合からの求心力も低下し、その後の労働組合は日本社会党（現・社会民主党 (日本 1996-)）支持に傾いていくこととなる。

## 関連書籍
- 三好徹 『興亡と夢―戦火の昭和史―』5巻 （集英社）ISBN 4-08-772589-8
- セオドア・コーエン著、大前正臣訳 『日本占領革命 : GHQからの証言』上巻・下巻　TBSブリタニカ